# Alliberadors Nacionals del Kurdistan
Alliberadors Nacionals del Kurdistan (Kurdistan Ulusal Kurtulusculari, KUK) foren un grup polític kurd de Turquia marxista-leninista fundat el 1978 a partir del Partit Democràtic del Kurdistan Turc, per establir un Kurdistan independent a l'est i sud-est de Turquia que s'uniria amb els territoris kurds de l'Iran, l'Iraq i Síria. Es va dividir en dues faccions: KUK-MK, liderada per Dasraf Bilek (secretari general); i KUK-SE liderada per Yalçin Büyük (secretari general).
El 1992 el KUK-SE (Kürdistan Ulusal Kurtuluşçuları-Sosyalist Eğilim) es va unir al Partit d'Avantguarda dels Treballadors del Kurdistan (Partîya Pêşeng a Karkerî Kurdistan/Kürdistan Öncü İşçi Partisi, PPKK) i amb l'Organització d'Alliberament del Kurdistan per formar el Partit Popular Unit del Kurdistan (YEKBÛN).
El 1994/1995 el KUK-MK, ara KUK-RNK, es va unir al Partit Revolucionari-Kawa, al Tekosina Sosyalist i al Yekbûn per formar la Plataforma d'Unitat Socialista del Kurdistan (PYSK).